# Вестник Кривбасса
Вестник Кривбасса (ВЕК. Вестник Кривбасса) — криворожский общественно-политический еженедельник.

## История
Издавался с 19 декабря 2000 года.
Основан ООО «Наш ВЕК». Первый редактор Николай Скиба. С лета 2002 года газету редактировал Владимир Гончар, в 2004 году ставший единоличным владельцем (свидетельство о государственной регистрации ГП № 1126 от 9 февраля 2004 года).
В июне 2014 года выпуск был прерван после смерти главного редактора Владимира Гончара.

## Характеристика
Чёрно-белый 16-страничный еженедельник формата А3. Выходил каждую среду на русском и украинском языках. Лозунг: Многое о главном, главное о многом.
Первые четыре страницы еженедельника обозревали важнейшие общественно-политические события Кривого Рога и Украины. Далее: 5 страница — «Телевестник» (анонсы программ, фильмов, интервью с актерами и телеведущими), 6—12 страницы — программа эфирного и кабельного ТВ, 13 страница посвящена человеческим отношениям и редакционной почте, на 14 странице размещались материалы о здоровье, на 15 — реклама и объявления, 16 страница — афиша выходного дня, очерки о выдающихся людях, выходные данные.
Газета позиционировалась как независимое издание для мыслящих людей и была рассчитана на местный средний класс и интеллигенцию.
В штате редакции работали два журналиста — Наталья Шишко и Олег Павлов. Редакция сотрудничала с экономическим обозревателем Сергеем Капустиным, публицистами Иваном Найденко, Ольгой Хвостовой и другими.